# Dragora
Dragora es una distribución GNU/Linux enfocada en la libertad, el idioma (castellano), la estabilidad y la seguridad. 
Ha sido desarrollada en Argentina sin basarse en ninguna otra distribución anterior, con algunas características similares a Slackware. Dragora es una de las distribuciones recomendadas por la Free Software Foundation, ya que es 100% software libre. Se encuentra compilada para las arquitecturas i486 (32 bits) y x86 64 (64 bits), lo cual le da una gran adaptación entre procesadores, asegurando de esta forma el correcto funcionamiento en distintas arquitecturas.

## Filosofía de Dragora
- Filosofía KISS

El principio KISS es un acrónimo que corresponde a la frase en inglés
"Manténgalo breve y simple" (Keep It Short and Simple).
Es la filosofía tradicional de Unix para mantener las cosas simples.
- Filosofía YAGNI

YAGNI es un acrónimo que corresponde a la frase en inglés
"No vas a necesitarlo" (You Ain't Gonna Need It).
Se trata de una filosofía de desarrollo de Software que consiste en NO agregar funcionalidad a menos que sea necesario.
- Filosofía DRY

DRY es un acrónimo que corresponde a la frase en inglés
"No te repitas" (Don't Repeat Yourself).
Se trata de una filosofía de desarrollo de Software que promueve que las piezas de información no estén duplicadas.
Probablemente el concepto menos utilizado por el proyecto, pero que se tiene en cuenta.

## Sistema de paquetes

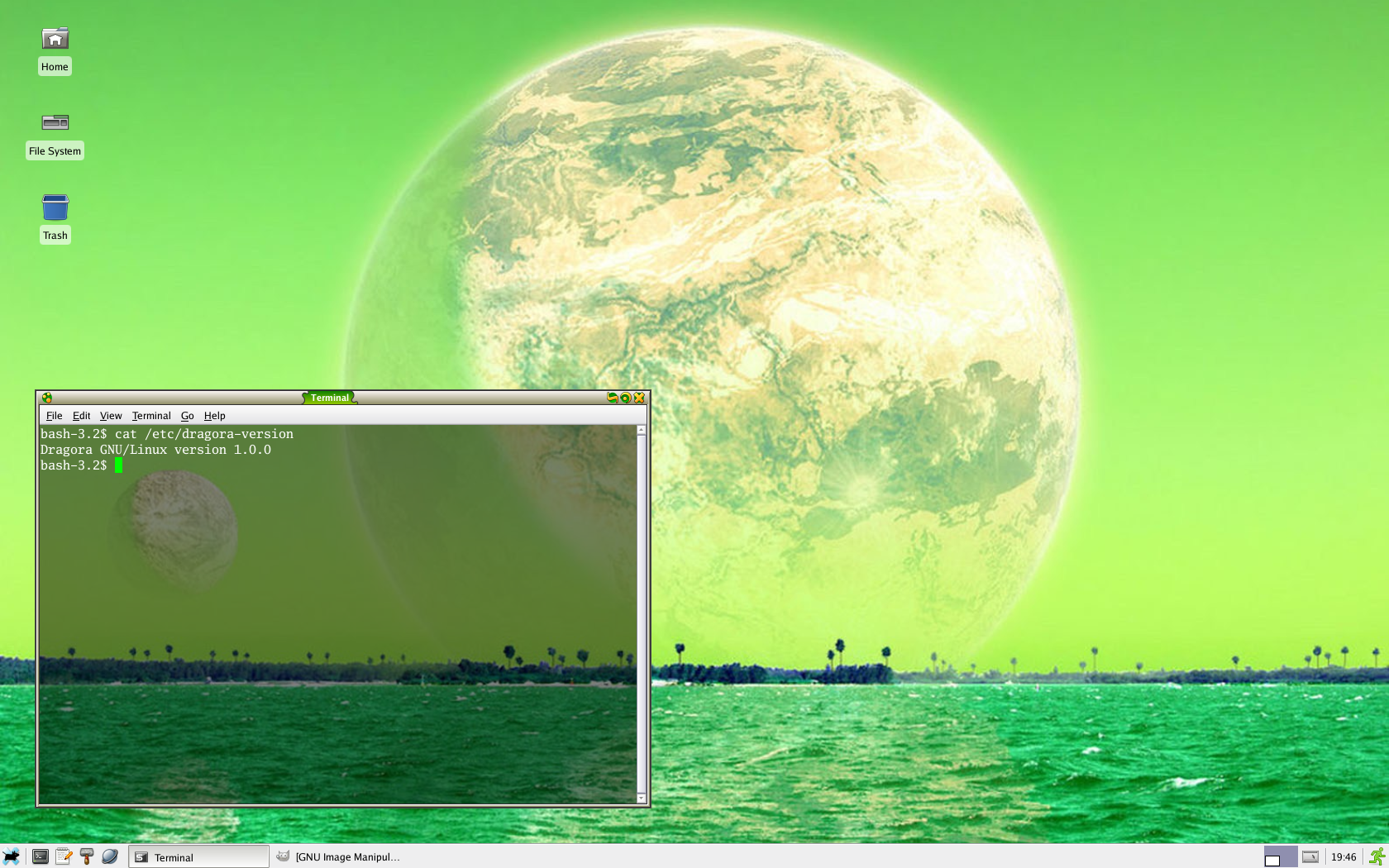
Escritorio de Dragora.

El sistema de paquetes es similar al de Slackware. Fue escrito desde cero, utilizando las nuevas características de Bash. Como resultado se obtuvo: programas más cortos, sencillos, que consumen menos recursos y al mismo tiempo se vuelve poderoso.
El formato de paquete es ".tlz",  que no es otra cosa que un archivo tar comprimido con Lzip.
Cada paquete en su interior puede contener: el código binario del programa, un archivo de script se utiliza para realizar la compilación del programa (en caso de ser necesario), y un archivo de texto plano llamado description que provee una descripción en los idiomas inglés y español acerca del paquete.
Actualmente está pendiente la documentación del sistema de paquetes, entre varias cosas.
Para la administración de su sistema de paquetes se utilizan diversos programas. Para la versión 2.1 el sistema de paquetes fue mejorado, para modularizarlo.

## DragBuilds
Un DragBuild es un archivo de procesamiento por lotes especializado utilizado por Dragora GNU/Linux para usarlo con el sistema de mantenimiento de software. Un DragBuild es una forma automática de compilar e instalar software.

### Ejemplo
Ejemplo de DragBuild de la versión 0.8.1 del programa htop:
```
#
# Htop 0.8.1 - i686
#

TMP=${TMP:-/tmp/sources}
OUT=${OUT:-/tmp/packages}

P=htop 
V=0.8.1
ARCH=${ARCH:-i686}
B=1
NUMJOBS=${NUMJOBS:=-j2} 
PKG=$TMP/package-${P}

WWW=http://htop.sourceforge.net/
SRC=( 'http://ufpr.dl.sourceforge.net/sourceforge/htop/${P}-$V.tar.gz' )
MD5=( 'f0b259ca29175656de48bf0fa0a2e619' )

build() {
tar zxf $CWD/${P}-$V.tar.gz -C $TMP || return 1
cd $TMP/${P}-$V
chown -R root:root .	

./configure --prefix=/usr --mandir=/usr/man 
make $NUMJOBS || return 1
make install DESTDIR=$PKG

for num in 2777 777 775 711 555 511 ; do
   find . -perm $num -exec chmod 755 {} +
done

for num in 666 664 600 444 440 400 ; do
   find . -perm $num -exec chmod 644 {} +
done

gzip -9 $PKG/usr/man/man?/*.?  $PKG/usr/info/*.info
mkdir -p $PKG/usr/doc/${P}-$V

cp -a AUTHORS COPYING INSTALL NEWS TODO \
$PKG/usr/doc/${P}-$V

mkdir $PKG/description
cat $CWD/description > $PKG/description/description

cd $PKG
makepkg -l $OUT/${P}-$V-$ARCH-$B.tlz
}

```

## Versiones
Dragora se centra más en la calidad que en lanzar versiones en fechas preestablecidas; dado esto las versiones de Dragora son lanzadas cuando el sistema esté listo.
| Versión | Estado              | Fecha                    | Nombre    |
| ------- | ------------------- | ------------------------ | --------- |
| 1.0     | Beta 1              | 13 de junio de 2008      | hell      |
| 1.0     | Beta 2              | 18 de septiembre de 2008 |           |
| 1.0     | Release Candidate 1 | 12 de febrero de 2009    |           |
| 1.0     | Estable             | 13 de marzo de 2009      | starlight |
| 1.1     | Release Candidate 1 | 25 de agosto de 2009     |           |
| 1.1     | Estable             | 8 de Ocbubre de 2009     | stargazer |
| 2.0     | Release Candidate 1 | 24 de enero de 2010      |           |
| 2.0     | Release Candidate 2 | 28 de marzo de 2010      |           |
| 2.0     | Estable             | 13 de abril de 2010      | ardi      |
| 2.1     | Release Candidate 1 | 5 de diciembre de 2010   |           |
| 2.1     | Estable             | 31 de diciembre de 2010  | dio       |
| 2.2     | Release Candidate 1 | 2 de marzo de 2012       |           |
| 2.2     | Estable             | 21 de abril de 2012      | rafaela   |
| 3.0     | En desarrollo       | -                        |           |